# ناوچه کلاس هلیفکس
ناوچهٔ کلاس هَلیفَکس (به انگلیسی: Halifax-class frigate) یک کلاس از کشتی است که طول آن ۱۳۴٫۱ متر (۴۳۹٫۹۶ فوت) می‌باشد.